# Gerhard M. Gülzow
Gerhard M. Gülzow (* 28. Oktober 1904 in Liepgarten; † 10. Dezember 1980 in Lübeck) war bis 1945 Oberkonsistorialrat der St. Marienkirche in der Freien Stadt Danzig und nach dem Zweiten Weltkrieg Vorsitzender des Ostkirchenausschusses.

## Leben
Der Pfarrersohn studierte an der Universität Greifswald Theologie. Während seines Studiums wurde er 1923 Mitglied der Burschenschaft Germania Greifswald, später 1953 Mitglied der Burschenschaft Teutonia-Germania Marburg. Am 5. Oktober 1930 wurde er in der Schlosskirche zu Stettin zum geistlichen Amt ordiniert. Er war zunächst Hilfspfarrer und Pfarrer in Kallies im Landkreis Dramburg. Als 1934 der Archidiakon Artur Brausewetter von den Deutschen Christen aus seinem Amt gedrängt wurde, war Gülzow sein Nachfolger im Amt. Brausewetter schrieb in seiner Autobiografie anerkennend über Gülzow, indem er betonte, er hätte „einen besseren [Nachfolger] nie [...] wünschen und wählen können“.
1940 wurde Gülzow als nebenamtlicher Oberkonsistorialrat in das Konsistorium des Kirchengebiets Danzig Westpreußen innerhalb der Evangelischen Kirche der altpreußischen Union und zum ständigen Vertreter des Bischofs Johannes Beermann berufen.
Als „Mann der Mitte“, der „in guter Meinung viel zur Glättung der Gegensätze getan hat“ setzte er sich im Kirchenkampf für Vertreter der Bekennenden Kirche ein und leistete Widerstand gegen die Bestrebungen der Deutschen Christen wie auch der nationalsozialistischen Parteiführung in der Freien Stadt Danzig. Unter anderem verhinderte er bei der Einrichtung des Reichsgau Danzig-Westpreußen nach 1939 die Einführung des „Posener Modells“ der im Reichsgau Wartheland nach der Annexion durch das Deutsche Reich nationalsozialistisch gleichgeschalteten evangelischen Kirche im Sinne ihrer Entkleidung als Körperschaft des öffentlichen Rechts und Umgestaltung in eine im Wesentlichen ihrer öffentlichen Wirkungsmöglichkeiten beraubten „Freiwilligkeitskirche“. Er konnte aber nicht verhindern, dass sein Nachfolger als Jugendpfarrer, Martin Hesekiel, in Konflikt mit der Gestapo geriet.
Nach der Flucht und Vertreibung wurde er Pfarrer an der Lübecker Lutherkirche. In Lübeck engagierte er sich im Vorstand des Pflegeheims Vorwerk, der heutigen Vorwerker Diakonie. Von den Danziger Flüchtlingen und Vertriebenen wurde er als Verwalter des Danziger evangelischen Bischofsamts angesehen. Er widmete sich fortan vor allem der Erfassung, Organisierung und Familienzusammenführung der Flüchtlinge und Vertriebenen aus der Freien Stadt Danzig und Danzig-Westpreußen. In Lübeck, welches damals als größte Sammelstelle der Vertriebenen aus der Freien Stadt Danzig in Deutschland galt, gründete er zu Sammelzwecken das „Hilfskomitee“ der Evangelischen aus Danzig-Westpreußen (späterer Name dieser Einrichtung: „Gemeinschaft Evangelischer aus Danzig-Westpreußen“) und den Bund der Danziger. 1947 bildete er den Rat der Danziger als Staatsvertretungsorgan im Exil der Freien Stadt Danzig.
Gülzow war es ein Anliegen, möglichst viele aus Danzig gerettete Erinnerungsstücke in Lübeck zusammenzuführen. So sorgte er dafür, dass das vom Hamburger Glockenfriedhof geborgene Glockenspiel der Danziger Katharinenkirche in der Lübecker Marienkirche installiert wurde und dass der Paramentenschatz der Danziger Marienkirche ebenfalls dort ausgestellt wurde. Dieser wird heute im St.-Annen-Museum gezeigt.
Er wurde 1946 zweiter Vorsitzender und ab 1951 bis zu seiner Pensionierung 1973 erster Vorsitzender des Ostkirchenausschusses, der die Anliegen der evangelischen Flüchtlinge und Vertriebenen vertrat. In dieser Eigenschaft gehörte er 1957 zu den Gründern des Ostkircheninstituts an der Westfälischen Wilhelms-Universität in Münster und war Herausgeber der Monatsschrift Der Remter.
Gerhard M. Gülzow verstarb 1980. Er war verheiratet und hatte fünf Kinder, darunter den späteren Hamburger Kirchenhistoriker Henneke Gülzow.

### Nachlass
Ein Teil seines Nachlasses (überwiegend dienstliche Handakten) befindet sich heute als Bestand 607 im Evangelischen Zentralarchiv in Berlin.

## Schriften
- Kirchenkampf in Danzig 1934–1945. Persönliche Erinnerungen. Gerhard Rautenberg, Leer 1968